# Litchfield, Hampshire
Litchfield är en by i civil parish Litchfield and Woodcott, i distriktet Basingstoke and Deane, i grevskapet Hampshire i England. Byn är belägen 24 km från Winchester. Litchfield var en civil parish fram till 1932 när blev den en del av Litchfield and Woodcott. Civil parish hade 88 invånare år 1931. Byn nämndes i Domedagsboken (Domesday Book) år 1086, och kallades då Liveselle.